# Stora Toxen
Stora Toxen är en sjö i Falu kommun i Dalarna och ingår i Gavleåns huvudavrinningsområde. Sjön är 10 meter djup, har en yta på 0,319 kvadratkilometer och befinner sig 241,2 meter över havet. Sjön avvattnas av vattendraget Vallbyån. Vid provfiske har abborre, gädda och mört fångats i sjön.

## Delavrinningsområde
Stora Toxen ingår i det delavrinningsområde (672976-152305) som SMHI kallar för Utloppet av Stora Toxen. Medelhöjden är 263 meter över havet och ytan är 3,34 kvadratkilometer. Det finns inga avrinningsområden uppströms utan avrinningsområdet är högsta punkten. Vallbyån som avvattnar avrinningsområdet har biflödesordning 2, vilket innebär att vattnet flödar genom totalt 2 vattendrag innan det når havet efter 78 kilometer. Avrinningsområdet består mestadels av skog (84 procent). Avrinningsområdet har 0,32 kvadratkilometer vattenytor vilket ger det en sjöprocent på 9,7 procent.